# Hecatesia thyridion
Hecatesia thyridion är en fjärilsart som beskrevs av Joachim Francois Philiberto de Feisthamel 1839. Hecatesia thyridion ingår i släktet Hecatesia och familjen nattflyn. Inga underarter finns listade i Catalogue of Life.